# Cleveland Golf

Logo

Die Cleveland Golf Company Inc. ist ein US-amerikanisches Unternehmen mit Sitz in Huntington Beach, Kalifornien. Cleveland entwickelt und produziert Golfausrüstung wie Golfschläger und weiteres Zubehör. Die Firma wurde 1979 von Roger Cleveland gegründet.

## Geschichte
Schon in den 1960er Jahren baute Roger Cleveland in Handarbeit Repliken berühmter Golfschläger nach. Auch nach der Firmengründung 1979 blieb Cleveland Golf allerdings ein kleinerer Hersteller am Markt. Logische Folge war 1990 die Übernahme durch Rossignol. Der Gründer wechselte als Chefdesigner zum größeren Konkurrenten Callaway, ebenfalls in Kalifornien ansässig. Cleveland Golf blieb jedoch unter dem alten Namen als eigenständige Tochterfirma erhalten.
2005 wurde Rossignol seinerseits übernommen. Somit wanderte auch Cleveland Golf gemeinsam mit dem Putterhersteller Never Compromise zum Surfausrüster Quiksilver.
Bereits im Oktober 2007 gab Quiksilver bekannt für 132,5 Mio. $ an die japanische SRI Sports Limited verkaufen zu wollen. Zu SRI (Sumitomo Rubber Industries) gehören bereits Marken wie Dunlop und Srixon.

## Bedeutung
Cleveland gilt als führend in dem Bereich der Wedge-Herstellung. Das Cleveland Wedge 588 gilt als das meistverkaufte Wedge überhaupt. Moderne Materialien wie Graphit, Stahl und Titan werden verwendet, die Härte mit geringem Gewicht vereinen. Weitere bekannte Produkte sind der HiBore Driver und das Tour Action Eisen.

## Spieler
Eine Reihe Top-Golfer spielt mit Schlägern von Cleveland. Dazu gehören Vijay Singh und die Amerikaner Keegan Bradley, David Toms, Woody Austin, Bob Estes, Boo Weekley und Brett Wetterich.